# 275-та піхотна дивізія (Третій Рейх)
275-та піхотна дивізія (Третій Рейх) (нім. 275. Infanterie-Division) — піхотна дивізія Вермахту за часів Другої світової війни.

## Історія
275-та піхотна дивізія була створена 17 листопада 1943

## Райони бойових дій
- Франція та Західна Німеччина (листопад 1943 — листопад 1944);
- Східна Німеччина (березень — квітень 1945).

## Командування

### Командири
- генерал-лейтенант Ганс Шмідт (нім. Hans Schmidt) (10 грудня 1943 — 22 листопада 1944);
- генерал-лейтенант Ганс Шмідт (березень — квітень 1945).